# 崔ミル
崔ミル（チェ ミル、최미르）は大韓民国の漫画家。
1992年、「ネオエイリアン2009」で韓国にて漫画家デビュー。

## 日本での読み切り作品
- タイムマーセナリー（前編）・32ページ・月刊ウルトラジャンプ2006年10月号
- タイムマーセナリー（後編）・30ページ・月刊ウルトラジャンプ2006年11月号

## 韓国での作品
- 江湖覇道記（韓国コミックチャンプにて連載中・単行本既刊33巻）
- その他単行本多数